# 鈴木昭男
鈴木昭男 (すずき あきお, Suzuki Akio) は、1941年（昭和16年）に平壌 (北朝鮮) で生まれた、日本の先駆的サウンドアーティスト。

## 略歴
鈴木昭男は、1941年（昭和16年）に平壌で日本人の両親の間に生まれる。4歳のとき、家族と共に日本の愛知県小牧市へ引き揚げ、過ごす。
建築を学んだ後、ますます音に興味を持つようになり、1963年（昭和38年）、名古屋駅で《階段に物を投げる》パフォーマンスを行う。自然界を相手に「なげかけ」と「たどり」を繰り返す「自修イベント」により、「聴く」ことを探求し、1970年代にはエコー楽器《アナラポス（ANALAPOS）》を創作を制作、オブジェクトと自身の声を使用してトーンサウンド空間を作成する演奏活動を始める。
1976年（昭和51年）に東京の南画廊で初の個展となった「音のオブジェと音具展」を発表。1978年（昭和53年）にフェスティバル・ドートンヌ・パリに出場し、あらゆる素材そのものから音を探る「コンセプチュアル・サウンドワーク」を提唱し実践、1987年（昭和62年）にドイツのドクメンタ8に出場した。以来、大英博物館（2002年イギリス）、ザツキン美術館（2004年フランス）、ボン市立美術館（2018年ドイツ）など、現在まで世界各地の美術展や音楽祭でも、展示や演奏など幅広く活躍している。
1988年（昭和63年）、子午線上の京都府網野町にて、一日自然の音に耳を澄ます企画《日向ぼっこの空間》を発表。
1994年（平成6年）ベルリン滞在を機に、サウンド・インスタレーションの制作を始める。
音響的に新しい都市空間、ボンの地区全体の空き地、印象的な数の建設用クレーンを使用したベルリンの建築物の急速な変化に魅了された鈴木は、1996年（平成8年）にソナンビエンテフェスティバルで「点 音」のコンセプトを発見、開発した。これは鈴木の代表作のひとつに数えられ、海外では「エコーポイント」と訳される。 
最初の「点 音」は、ボンの歩道に合計22地点のエコーポイントを白色でマークしたもので、訪問者はしばらくそこに立って、自然な周囲の音の質を意識的に知覚するように誘ったものだった。エコーポイントは、白く塗りつぶされた耳と足跡のデザインが現れる円で表される。これ以降、鈴木は世界各地で街のエコーポイントを探る「点 音」プロジェクトを始動する。
日本では2005年（平成17年）に和歌山市内と熊野古道なかへち美術館周辺で開催されたのが初回であり、同地では2018年（平成30年）にも再開催された。その他、「点 音」は愛知県大府市（2021年）、東京都現代美術館（2023年）などでも開催されている。また、この1990年代から、鈴木は「聴く」という行動を独自の思考や方法で探究していったコンセプチュアルなサウンド・インスタレーションを発表するようになった。
京丹後市に移住後は、ヒカリ美術館の池田修造が主導する大地は器をコンセプトとした地域イベントに度々出演、2013年（平成25年）7月28日には、京丹後市の丹後町体験観光組合が主催した「茜色の祭典 夕日と炎のイベント」の関連企画として、陶塤の制作ワークショップを指導し、演奏や講演「古代のロマンを語る」を行っている。
陶塤は、卵形をした素焼きの土笛で、古代中国の書物に紹介された塤に似ていることから、このように呼ばれる。西日本日本海側の弥生遺跡を中心に、1993年（平成5年）時点で13カ所から58個が出土しており、うちの3カ所が京丹後市にある。峰山町の扇谷遺跡、途中ヶ丘遺跡と、丹後町の竹野遺跡である。

## 主な作品
- 階段に物を投げる
- 音 点（おとだて）- 音のみちくさ、エコーポイントとも称される。
- 日向ぼっこの空間
- アナポラス - 創作楽器
- 陶塤 - 再現楽器